# Дума (район)
Дума (араб. منطقة دوما‎‎) — район (мінтака) у Сирії, входить до складу провінції Дамаск. Адміністративний центр — м. Дума.
Адміністративно поділяється на 7 нохій:
- Дума-Центр
- Харран-аль-Авамід
- Хараста
- Ас-Сабаа-Біяр
- Думайр
- Аль-Гізланія
- Ан-Нашабія

| Сирія | Це незавершена стаття з географії Сирії. Ви можете допомогти проєкту, виправивши або дописавши її. |